# Repubblica Ligure
La Repubblica Ligure, in taluni documenti citata come Repubblica democratica ligure, è il nome che ha connotato lo Stato ligure tra il 1797 e il 1805 durante il periodo napoleonico, comprendente il territorio della ex Repubblica di Genova, vale a dire la Liguria con l'Oltregiogo, più Oneglia e i feudi imperiali ricevuti in cambio della Capraia.
Fu una delle cosiddette repubbliche sorelle, ossia uno Stato fantoccio della Francia rivoluzionaria, ed ebbe due costituzioni, una giacobina e una moderata.

## Capitale
La capitale continuava ad essere Genova, che all'epoca contava 89 000 abitanti, mentre l'intera Repubblica ne contava 600.000. La Repubblica Ligure usò la tradizionale bandiera genovese, una croce rossa in campo bianco.

## Confini
Al momento della sua costituzione la Repubblica Ligure confinava a nord con il Regno di Sardegna, a est col Ducato di Parma e Piacenza, a sud-est con la Repubblica Cisalpina, e a sud era bagnata dal Mar Ligure. Parte dei Feudi imperiali fu annessa nel settembre 1797.

## Storia
Le idee democratiche si erano ampiamente diffuse in Liguria dalla vicina Francia rivoluzionaria, anche grazia all'opera di propaganda di Filippo Buonarroti e altri esuli, negli anni 1794-1795, avendo come base la cittadina di Oneglia. Le nuove idee liberali avevano trovato terreno fertile nel territorio di una repubblica oligarchica e aristocratica, che teneva ai margini del potere politico un'ampia fetta della società, i cosiddetti "nobili poveri". A Genova, per poter aspirare a posti di governo, era necessario "un certo censo", vale a dire una data disponibilità di denaro, il che spingeva le famiglie nobili a concentrare tutte le ricchezze nelle mani del primogenito. Questa norma faceva dei figli cadetti dei diseredati, riducendoli, in qualche caso, in condizioni economiche molto modeste. Di pari passo era decaduto il ruolo del Maggior Consiglio, assemblea di cui questi patrizi (in numero di quattrocento circa) facevano parte. Il potere era andato così interamente ai duecento membri del Minor Consiglio, formato dai ricchi eredi delle grandi casate che lo gestivano con criteri privatistici, attenti unicamente a tener buono il popolo, convinti com'erano che i restanti genovesi, anche se poveri, mai si sarebbero schierati contro il governo. 
Nel 1794, venne alla luce una cospirazione antioligarchica: un movimento d'opposizione, compreso ancora entro l'ambito parlamentare, con cui un gruppo di "nobili poveri" intendeva imporre una riforma degli organismi di governo, ridistribuendo il potere secondo i dettami della Costituzione del 1576. La cospirazione fu repressa dalle autorità, i principali esponenti arrestati o costretti all'esilio e tutto rimase come prima, anche se le riforme sollecitate avrebbero potuto forse salvare l'aristocrazia dagli eventi futuri.
La Liguria non poteva tuttavia resistere a lungo agli sconvolgimenti politici europei in atto. 
Gli eserciti in guerra non ebbero riguardo alcuno per una repubblica di vecchio stile, e il piano dell’Armata d'Italia di Napoleone vide nella Riviera di Ponente il teatro di una decisiva variante strategica per superare lo stallo pluriennale creatosi nella valle della Roia. Con i soldati francesi sul suolo ligure, e alla notizia della caduta della omologa repubblica veneziana, la situazione precipitò. 
Il segnale d'inizio di quella che fu chiamata la Rivoluzione di Genova fu, la mattina del 22 maggio 1797, la fanfara del reggimento dei Cadetti. Mentre questo reparto d'élite si avviava a rilevare la guardia a Ponte Reale (la stazione marittima d'allora) a un cenno del comandante Falco, trombe e tamburi intonarono le note di Ah! ça ira, inno rivoluzionario proibito a Genova per i suoi accesi significati antiaristocratici. A quelle note sbucarono, dalle strade circostanti, squadre di giacobini armati che subito si unirono ai cadetti nell'occupazione del varco portuale e quindi si sparsero per la città. Mentre i nobili si rifugiavano nei loro palazzi e le botteghe chiudevano i battenti, gli insorti presidiarono le Porte delle Mura, saccheggiarono i depositi di armi, liberarono i detenuti della Malapaga e i galeotti. Un comitato rivoluzionario, destinato a guidare l'insurrezione, si installò nella Loggia di Banchi: ne facevano parte Felice Morando, Filippo Doria, l'abate Cuneo, Valentino Lodi, Andrea Vitaliani, il monaco Alessandro Ricolfi detto Bernardone. Furono subito avviati contatti con il governo cui gli insorti chiesero le dimissioni immediate. 
Il doge Giacomo Maria Brignole e i pochi senatori che erano riusciti ad arrivare a Palazzo Ducale stavano per accettare quando, sobillati da qualche patrizio, da Portoria, l'inquieto quartiere di Balilla, mosse una folla di popolani che gridando «viva il nostro Principe», «viva Maria» penetrò nella pubblica armeria asportandone 14 000 fucili. Questi uomini cominciarono a dare la caccia ai giacobini e ai francesi: le strade della città divennero in breve un campo di battaglia. Due giorni durarono gli scontri con morti e feriti. Lo stesso Filippo Doria cadde colpito a morte sugli scalini di Ponte Reale. Le celle di Palazzo Ducale si riempirono di democratici arrestati dai "viva Maria" e, non bastando queste, fu adattata a prigione anche la vicina chiesa di Sant'Ambrogio. 

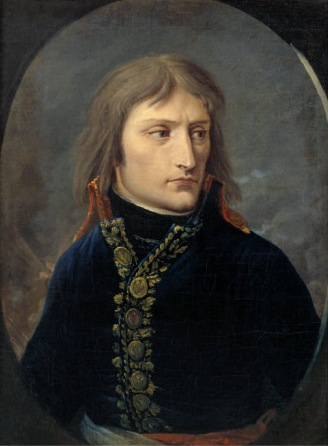
Napoleone Bonaparte
1796

L'intervento del popolo in difesa del "vecchio principe", se aveva dato al governo un buon motivo per rifiutare di dimettersi, con le sue violenze, specie nei confronti dei cittadini francesi, diede anche al generale Faipoult, l'occasione per ricorrere a Bonaparte. 

Questi inviò a Genova l'aiutante di campo La Vallette con una lettera per il ministro e una per il Doge, durissime entrambe. Nella prima il generale accusava Faipoult di aver impedito l'ingresso delle navi francesi nel porto e di aver agito con eccessiva debolezza. Lo invitava quindi a lasciare la città nel caso che il governo genovese non avesse ottemperato a quanto richiesto nella lettera al Doge. In quest'ultima Bonaparte chiedeva che fossero messi in libertà tutti i francesi detenuti, che fossero arrestati i nobili che avevano sobillato i "viva Maria" e disarmato il popolo. «Se entro 24 ore dopo ricevuta la presente lettera non avrete ottemperato a quanto richiesto - intimava il generale - il ministro della Repubblica Francese sortirà da Genova e l'aristocrazia avrà esistito». 
I Magnifici compresero che non restava loro altra scelta che accettare il diktat di Bonaparte. Si affrettarono i tempi. Partì per Milano Faipoult, partì una delegazione genovese composta dall'ex doge Michelangelo Cambiaso, dal giurista Luigi Carbonara e da Girolamo Serra per concordare con Bonaparte, in quei giorni nella villa di Mombello, il cambio di governo. 
Bonaparte, tra il 5 e il 6 giugno, con l'aiuto di Faipoult, stese il testo di una Convenzione che prese il nome di "Convenzione di Mombello", con cui si sanciva la fine della Repubblica di Genova, oligarchica e aristocratica, e la nascita della Repubblica Ligure democratica. 

Al testo dell'accordo, che fu poi approvato a Genova il 9 giugno, Bonaparte unì una lista di 22 persone designate a formare il nuovo governo, tra cui figuravano alcuni nobili, compreso il marchese Giacomo Maria Brignole. Tale governo, detto provvisorio, fu insediato il 13 giugno con a capo lo stesso Giacomo Brignole che, in tal modo, cambiava soltanto carica: da doge diventava presidente.

### Il passaggio dei feudi imperiali a Genova
Il 17 ottobre 1797 con il Trattato di Campoformio, l'imperatore d'Austria Francesco II rinunciava ai feudi Imperiali liguri accettando la loro unione alla Repubblica Ligure.
I feudi imperiali costituivano una fascia territoriale che occupava l'immediato Oltregiogo, circondando i pochi accessi viari tenuti da Genova, lungo la strada della Bocchetta sino a Novi: erano feudi imperiali i piccoli centri a levante e a ponente di questa, come Busalla, Ronco, Arquata, ecc. Al momento questi passavano pertanto alla Repubblica Ligure.

### La Costituente e la Controrivoluzione
Il governo provvisorio che doveva guidare la neonata repubblica in attesa della redazione e dell'approvazione della nuova Costituzione, non costituì una completa rottura con il passato. Alcuni suoi membri, scelti in parte dai delegati genovesi e in parte dal governo francese, ma tutti previo esame e approvazione dello stesso Napoleone, erano rappresentanti dell'appena deposto regime oligarchico.
La redazione del testo costituzionale si presentò subito problematica e suscitò accesi dibattiti soprattutto su alcuni temi, quali l'espropriazione dei beni feudali dell'entroterra ligure, e i rapporti della nuova repubblica con la Chiesa cattolica e le autorità ecclesiastiche, e l'incameramento dei beni di loro proprietà.

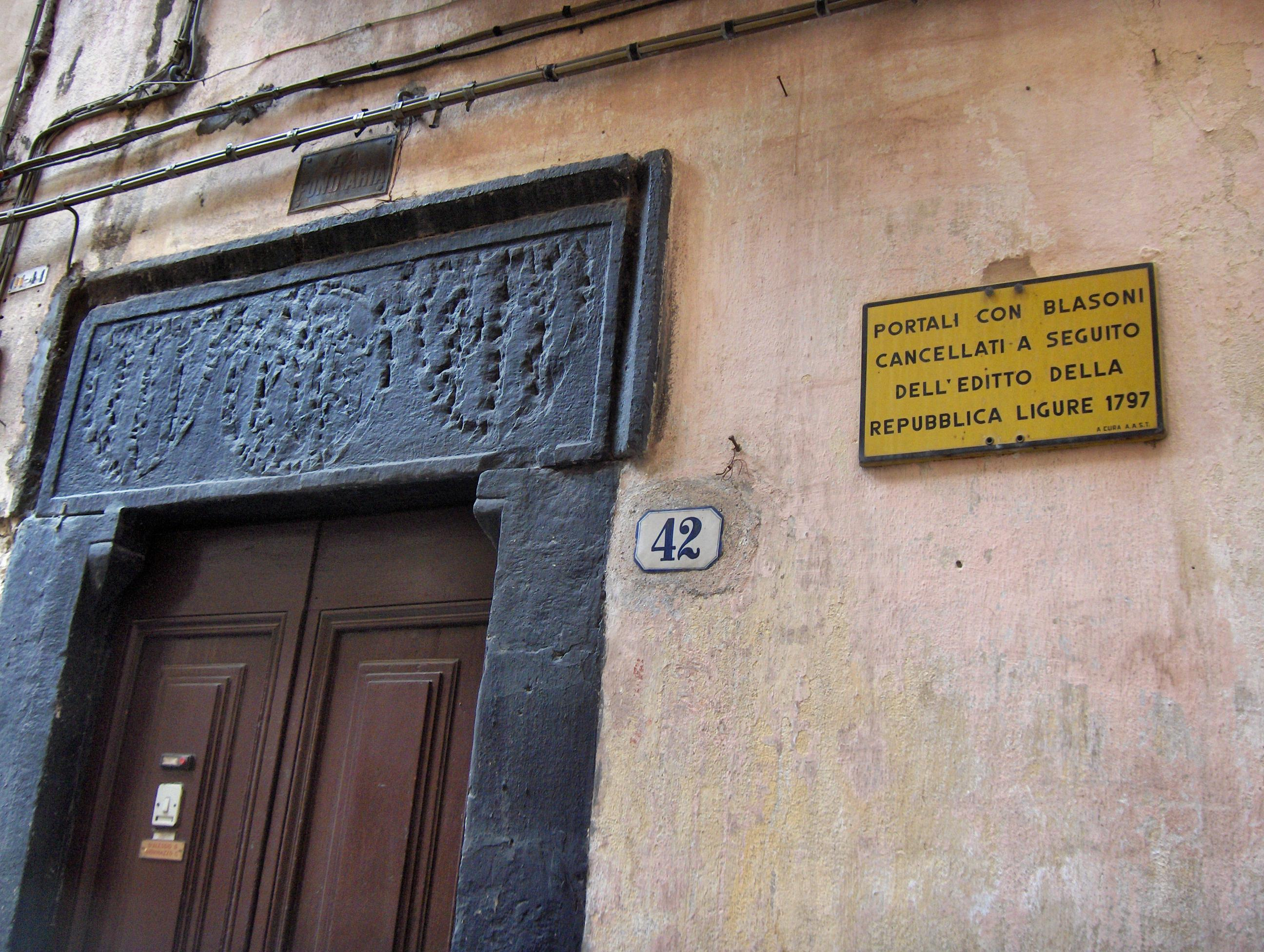
Portale con blasoni cancellati a Taggia, a seguito dell'Editto della Repubblica ligure del 1797.

Ancora una volta, proprio nel timore di veder cancellati i propri privilegi, i feudatari e gli ecclesiastici più influenti fecero uso del potere di cui godevano presso il popolo minuto delle campagne circostanti Genova, per fomentare disordini.
Il 3 settembre 1797, su istigazione del parroco, insorse Albaro, piccolo borgo alle porte della città, dove la popolazione doveva la sua sussistenza al servizio presso le ville di campagna delle più ricche famiglie genovesi. Ma gli insorti furono dispersi entro breve tempo dalle truppe francesi guidate dal generale Duphot.
Il giorno successivo, però, anche le popolazioni contadine della val Polcevera si sollevarono e approfittando dell'attenzione del governo verso i fatti di Albaro, si impadronirono dei forti Sperone e Tenaglia e attaccarono le fortificazioni di San Benigno. Una delegazione composta anche dall'Arcivescovo di Genova, parlamentò con i rivoltosi e si raggiunse un accordo di fermare la rivolta in cambio della promessa che la repubblica non avrebbe compromesso la religione cattolica. L'accordo però venne disatteso dagli stessi insorti che ripresero le armi, ma ancora una volta la rivolta finì nel sangue ad opera dei francesi.
Sempre il 4 settembre si sollevarono i contadini della val Fontanabuona, i quali calarono sulle cittadine costiere, dove però suscitarono pochi entusiasmi, per poi marciare verso le porte occidentali di Genova, con l'intento di dare man forte agli insorti della val Polcevera. Ma alla notizia della sconfitta di questi ultimi, le loro file, assottigliate dalle defezioni, furono facilmente disperse.
Il progetto di Costituzione, alla luce di questi eventi, fu pertanto sottoposto a forti pressioni da parte dei francesi, che ne volevano l'approvazione prima possibile. Il risultato fu che i costituenti, per affrettare i tempi, dovettero attingere a piene mani dalla traduzione italiana del testo della Costituzione francese del 1795, e solo in parte poterono adattarla alla realtà ligure.
La Costituzione del Popolo Ligure venne infine approvata il 2 dicembre del 1797 dai comizi popolari. Ecco qui di seguito un estratto dei primi sette articoli:
- Art. 1 - La Repubblica Ligure è una e indivisibile.
- Art. 2 - L'universalità dei cittadini liguri è il sovrano.
- Art. 3 - La libertà e l'eguaglianza sono la base della repubblica.
- Art. 4 - La Repubblica Ligure conserva intatta la religione cristiana-cattolica, che professa da secoli.
- Art. 5 - Accorda una speciale protezione all'industria, al commercio alle arti e alle scienze.
- Art. 6 - Difende tutte le proprietà, e assicura le giuste indennizzazioni di quelle, delle quali la pubblica necessità, legalmente provata, esige il sacrifizio.
- Art. 7 - Conserva e tramanda a' posteri sentimenti di riconoscenza per la repubblica francese, e si dichiara naturale alleata di tutti i popoli liberi.

Secondo la nuova Costituzione, il potere legislativo era attribuito a due assemblee, il Consiglio dei Giuniori (o dei Sessanta, in quanto composto da 60 membri) e il Consiglio dei Senatori (30 membri). I due consigli eleggevano un Direttorio di 5 membri, detentore del potere esecutivo. Il Direttorio svolgeva le proprie funzioni attraverso un segretario generale e un certo numero di ministri.
Il passaggio di consegne, con la definitiva uscita di scena di Brignole, avvenne il 17 gennaio. I cinque nuovi direttori furono Luigi Emanuele Corvetto, Nicolò Litardi, Paolo Costa, Agostino Maglione, e Giorgio Ambrogio Molfino.

### La guerra contro il Piemonte
Dopo l'ingresso della Repubblica Ligure nella sfera d'influenza francese, l'ulteriore obiettivo del governo rivoluzionario francese era destituire dal trono del Regno di Sardegna il sovrano Carlo Emanuele IV, e istituire un governo repubblicano anche in quel regno. Agenti francesi agivano nell'ombra per fomentare rivolte dei sostenitori giacobini, ma le insurrezioni erano tutte fallite.
Dopo la battaglia di Ornavasso un folto gruppo di ribelli si era rifugiato a Carrosio, territorio del Regno di Sardegna, ma enclave della Repubblica Ligure, dal quale organizzavano incursioni contro i vicini villaggi del dominio sabaudo, con il tacito appoggio dei francesi e dei liguri.
Il 5 giugno 1798, truppe reali al comando del conte Policarpo Cacherano d'Osasco, entrate in territorio ligure, attaccarono i ribelli a Carrosio per poi inseguirli fino a Gavi, la cui guarnigione prese le parti dei fuggiaschi sparando sui piemontesi.
Il 7 giugno la Repubblica Ligure dichiarò guerra al Piemonte; dapprima la guerra fu favorevole ai Liguri, appoggiati dai francesi: occupazione di Carrosio (12 giugno), resa di Loano (19 giugno), presa del forte di Serravalle (27 giugno).
Nel frattempo, ad Oneglia, le truppe repubblicane non solo non riuscirono ad occupare la città, ma truppe piemontesi si impadronirono di Diano e Porto Maurizio; altre truppe piemontesi si installarono su tutte le alture circostanti. La Repubblica Ligure sarebbe andata incontro a una grave disfatta militare, se il Direttorio di Francia, la sera stessa del 27 giugno, non avesse ordinato di cessare le ostilità.
La breve guerra dimostrò tutta la debolezza che caratterizzava la neonata repubblica e a nulla valsero i successivi processi, volti a individuare i colpevoli del fallimento militare.

### Conseguenze delle sconfitte francesi
La ripresa della guerra tra la Francia e le altre potenze europee  rivelò nefasta anche per la giovane Repubblica. La continue sconfitte dell'esercito francese e il conseguente abbandono dei territori occupati avvicinavano sempre più il conflitto al territorio ligure, strenuamente difeso in quanto ultimo corridoio di collegamento con la Francia. 

Nel maggio 1799 la situazione era alquanto grave: la riviera di Levante era stata occupata dalle truppe austro-russe che ne assediavano i forti, mentre a Ponente Oneglia era in rivolta.
Nel quadro degli eventi, era inevitabile che lo scontro avvenisse a poca distanza da Genova: il 15 agosto 1799, i due fronti si scontrarono a Novi, a circa 60 km dalla città. I francesi, sconfitti, si asserragliarono entro Genova.
A questo punto il governo ligure divenne un fantoccio in mano francese, anche più di quanto non lo fosse fino a quel momento. A seguito del colpo di Stato del 18 brumaio, che portò Napoleone al potere, anche in Liguria, il 7 dicembre 1799, l'esperienza democratica ebbe bruscamente fine su pressione francese. Il Direttorio venne esautorato e sostituito da un collegio di Novemviri.

### L'assedio di Genova (1800)
L'arrivo degli eserciti austriaci e russi al nord segnò la fine della rivoluzione in tutta la penisola; solo Genova rimase in guerra, sostenendo sotto la guida del generale Andrea Massena un rigido assedio da parte degli austriaci e degli inglesi: nel marzo del 1800 cominciò il blocco da parte delle navi inglesi, facendo sì che fosse impossibile introdurre viveri dal mare.
A terra Genova era circondata da truppe austro-piemontesi e savonesi. La città resistette a lungo, nonostante la fame uccidesse ancor più dei combattimenti. Una testimonianza importante su quei giorni è costituita dalla Istoria del blocco di Genova nell'anno 1800, una sorta di cronaca scritta dal filo-francese Angelo Petracchi, accorso, come tanti altri, a difendere la città.
Egli nella sua opera mostra come fosse difficoltoso, nelle difficili condizioni in cui versava la città, garantire l'ordine pubblico: in particolare il grano «mancando vieppiù ogni giorno, cominciava a produrre qualche agitazione popolare». 
La città, chiusa lato mare dal blocco navale inglese, a terra era circondata da truppe austriache il cui campo principale era alle Capanne di Marcarolo. Fu in queste circostanze che, forzando continuamente il blocco navale e attaccando direttamente con una vecchia galea le navi inglesi, mostrò le sue capacità marinare e tattiche il leggendario capitano Giuseppe Bavastro. Da terra si combatteva lungo la linea dei forti, e a quei combattimenti partecipò anche Ugo Foscolo, rimasto ferito nei pressi delle "ridotte" dette dei Due Fratelli.
Allo stremo, la città fu costretta infine ad arrendersi. Gli assediati poterono cedere onorevolmente, con il permesso di lasciare la città; l'assedio aveva però trattenuto i nemici abbastanza a lungo per dare a Bonaparte l'opportunità di trionfare nella battaglia di Marengo. Di conseguenza Napoleone era nuovamente arbitro delle sorti d'Italia.

### Genova e le sue difese
Per quanto riguarda la storia dell'assedio di Genova, la testimonianza di Petracchi può essere utile anche in quanto fornisce un quadro completo di quelle che erano le difese della città.:

### Ricostituzione repubblicana
Il trionfo di Napoleone permise al Primo console di dismettere la maschera giacobina instaurando ovunque governi moderati. La Liguria fu sottoposta a un regime che era esplicitamente una fotocopia di quelli contemporaneamente imposti in Lombardia e in Piemonte. Il potere esecutivo fu affidato a una Commissione straordinaria di governo composta da Giovanni Battista Rossi, Agostino Maglione, Agostino Pareto, Girolamo Francesco Luciano Serra, Antonio Mongiardini, Luigi Domenico Gaetano Carbonara, e Luigi Alessandro Lupi. Il potere legislativo fu invece assegnato seccamente a un'unica Consulta legislativa di 30 membri nominata e presieduta dai francesi.

### L'ultimo doge
Il Trattato di Lunéville confermò il trionfo di Napoleone, che procedette ad uniformare le repubbliche sorelle al suo programma politico moderato. Sul modello della confinante Cisalpina, anche la Repubblica Ligure ricevette una nuova Costituzione che chiudeva definitivamente ogni rigurgito rivoluzionario. La democrazia fu abolita a favore di un regime oligarchico in cui gli elettori dovevano appartenere a uno di tre collegi, quello dei proprietari immobiliari, quello degli studiosi e quello dei commercianti, anticipando quello che decenni più tardi furono i regimi liberali. Venne restaurata la carica del Doge, che stava a capo di un Senato di trenta membri tra cui erano inclusi i quattro ministri dell’Interno, delle Finanze, della Guerra e della Giustizia. I membri della Consulta Legislativa erano sessanta, ma si limitavano a votare le leggi proposte dai senatori.
L'ultimo, ed unico, doge della Repubblica Ligure fu Girolamo Luigi Durazzo, nominato da Bonaparte il 10 agosto 1802, che fu deposto il 29 maggio 1805 con l'annessione della Liguria all'Impero francese (4 giugno), e la sua conseguente nomina a senatore dell'Impero il 31 ottobre. Importante ruolo di mediatore ebbe in questa circostanza il futuro ministro delle finanze del regno di Francia Luigi Emanuele Corvetto. Charles François Lebrun fu nominato per pochi mesi Governatore generale della Liguria, finché in autunno il territorio fu diviso in tre dipartimenti.
Dopo la fine di Napoleone le potenze europee vollero ripristinare gli Stati nei loro vecchi confini, ma affinché i possedimenti del regno sabaudo avessero confini più estesi verso la Francia, il Congresso di Vienna deliberò l'annessione della Liguria al Regno di Sardegna.
La fine della Repubblica Genovese fu sancita il 26 dicembre 1814. Il cambio della guardia avvenne il 7 gennaio 1815. Girolamo Serra, Ministro della Guerra e della Marina della Repubblica Ligure dal 1802, fu designato presidente del Governo Provvisorio nel gennaio del 1815.

## Divisione territoriale
Dal 1797 al 1798:
| N. | Denomin. italiana                                  | Denomin. francese                          | Origine del nome            | Capoluogo               | Località | Pop.   | Membri del corpo legislativo totali | di cui nel Consiglio dei Giovani | di cui nel Consiglio degli Anziani |
| -- | -------------------------------------------------- | ------------------------------------------ | --------------------------- | ----------------------- | --- | ------ | ----------------------------------- | -------------------------------- | ---------------------------------- |
| 1  | Dipartimento Genova dentro le Mura Vecchie e Nuove | Département du Centre                      | –                           | Genova (anche Capitale) | – | 89.205 | 13                                  | 8                                | 5                                  |
| 2  | Dipartimento delle Palme                           | Département des Palmes                     | Riviera delle Palme         | Sanremo                 | Ventimiglia, Bordighera | 39.649 | 6                                   | 4                                | 2                                  |
| 3  | Dipartimento del Capo Verde                        | Département du Cap-Vert                    | Capo Verde                  | Diano                   | Porto Maurizio Taggia | 40.120 | 6                                   | 4                                | 2                                  |
| 4  | Dipartimento della Maremola                        | Département de la Maremole                 | torrente Maremola           | Pietra                  | Finale Ligure, Borghetto Santo Spirito, Loano | 40.669 | 6                                   | 4                                | 2                                  |
| 5  | Dipartimento del Letimbro                          | Département du Letimbre                    | torrente Letimbro           | Savona                  | Altare, Carcare, Sassello, Vado Ligure, Varazze, Noli | 39.767 | 6                                   | 4                                | 2                                  |
| 6  | Dipartimento della Cerusa                          | Département de la Ceruse                   | torrente Cerusa             | Voltri                  | Cornigliano, Sestri Ponente, Multedo, Pegli, Pra', Mele, Arenzano, Cogoleto                                                                                 | 39.735 | 6                                   | 4                                | 2                                  |
| 7  | Dipartimento della Polcevera                       | Département du Polcevera                   | torrente Polcevera          | Rivarolo Ligure         | Bolzaneto, Ceranesi, Campomorone, Mignanego | 33.658 | 5                                   | 3                                | 2                                  |
| 8  | Dipartimento del Lemmo                             | Département du Lemmo                       | torrente Lemmo (oggi Lemme) | Gavi                    | Novi Ligure, Ovada | 26.800 | 4                                   | 3                                | 1                                  |
| 9  | Dipartimento de' Monti Liguri Occidentali          | Département des Monts Ligures Occidentales | –                           | Rocchetta               | Arquata Scrivia, Vignole Borbera, Ronco Scrivia, Busalla, Savignone                                                                                         | 26.820 | 4                                   | 3                                | 1                                  |
| 10 | Dipartimento de' Monti Liguri Orientali            | Département des Monts Ligures Orientales   | –                           | Ottone                  | Rovegno, Gorreto, Zerba, Brallo di Pregola, Torriglia, Propata, Fascia, Valbrevenna, Fontanigorda, Montebruno, Rondanina, Rezzoaglio, Santo Stefano d'Aveto | 25.280 | 4                                   | 3                                | 1                                  |
| 11 | Dipartimento del Bisagno                           | Département du Bisagne                     | torrente Bisagno            | San Martino d'Albaro    | Sori, Bargagli, Davagna | 40.390 | 6                                   | 4                                | 2                                  |
| 12 | Dipartimento del Golfo Tigulio                     | Département du Golfe de Tigullie           | Golfo del Tigullio          | Rapallo                 | Santa Margherita Ligure, Recco, Camogli | 40.430 | 6                                   | 4                                | 2                                  |
| 13 | Dipartimento dell'Entella                          | Département de l'Entelle                   | fiume Entella               | Chiavari                | Lavagna, Sestri Levante, Moneglia, Cicagna, Lumarzo, Carasco, Borzonasca, Casarza Ligure                                                                    | 40.570 | 6                                   | 4                                | 2                                  |
| 14 | Dipartimento della Vara                            | Département du Vara                        | fiume Vara                  | Levanto                 | Monterosso al Mare, Levanto, Borghetto di Vara, Sesta Godano, Varese Ligure                                                                                 | 40.153 | 6                                   | 4                                | 2                                  |
| 15 | Dipartimento del Golfo di Venere                   | Département du Golfe de Vénus              | Golfo della Spezia          | La Spezia               | La Spezia, Portovenere, Castelnuovo Magra, Sarzana | 40.210 | 6                                   | 4                                | 2                                  |

Dal 1798 al 1803:
- Giurisdizione di Genova, capoluogo e capitale Genova
- Giurisdizione di Lunigiana, capoluogo Sarzana
- Giurisdizione di Golfo di Venere, capoluogo La Spezia
- Giurisdizione di Mesco, capoluogo Levanto
- Giurisdizione di Gromolo e Vara, capoluogo Sestri Levante
- Giurisdizione dell'Entella, capoluogo Chiavari
- Giurisdizione del Tigullio, capoluogo Rapallo
- Giurisdizione della Frutta, capoluogo Recco
- Giurisdizione del Bisagno, capoluogo Marassi
- Giurisdizione dei Monti Liguri Orientali, capoluogo Ottone
- Giurisdizione dei Monti Liguri Occidentali, capoluogo Rocchetta
- Giurisdizione del Lemme, capoluogo Novi
- Giurisdizione del Polcevera, capoluogo Sestri Ponente
- Giurisdizione della Cerusa, capoluogo Voltri
- Giurisdizione di Colombo, capoluogo Savona
- Giurisdizione delle Arene Candide, capoluogo Finale
- Giurisdizione di Centa, capoluogo Albenga
- Giurisdizione di Capo delle Mele, capoluogo Alassio
- Giurisdizione degli Ulivi, capoluogo Porto Maurizio
- Giurisdizione delle Palme, capoluogo Sanremo

Dal 1803 al 1805:
- Giurisdizione del Centro, capoluogo e capitale Genova
- Giurisdizione del Lemme, capoluogo Novi
- Giurisdizione dell'Entella, capoluogo Chiavari
- Giurisdizione del Golfo di Venere, capoluogo La Spezia
- Giurisdizione di Colombo, capoluogo Savona
- Giurisdizione degli Ulivi, capoluogo Porto Maurizio

## Capi di Stato della Repubblica Ligure
- Giacomo Maria Brignole, Presidente del Governo Provvisorio dal 14 giugno 1797 al 17 gennaio 1798
- Direttorio Esecutivo dal 17 gennaio 1798 al 7 dicembre 1799
- Commissione di Governo dal 7 dicembre 1799 al 6 giugno 1800
  - Reggenza imperiale nel solo mese di giugno 1800
- Commissione Provvisoria di Governo dal 24 giugno 1800 al 2 luglio 1800
- Commissione Straordinaria di Governo dal 2 luglio 1800 al 3 luglio 1802
- Girolamo Luigi Durazzo, Doge della Repubblica Ligure dal 3 luglio 1802 al 4 giugno 1805